# Drakčići
Drakčići (en serbe cyrillique : Дракчићи) est un village de Serbie situé sur le territoire de la ville de Kraljevo, district de Raška. Au recensement de 2011, il comptait 627 habitants.

## Démographie
| 1948 | 1953 | 1961 | 1971 | 1981 | 1991 | 2002 | 2011 |
| ---- | ---- | ---- | ---- | ---- | ---- | ---- | ---- |
| 569  | 542  | 574  | 585  | 620  | 636  | 638  | 627  |

|  |